# Tunggul (Gondang)
Tunggul is een bestuurslaag in het regentschap Sragen van de provincie Midden-Java, Indonesië. Tunggul telt 5187 inwoners (volkstelling 2010).